# Рикер, Маэль
Маэль Даника Рикер (Maëlle Danica Ricker, р. 2 декабря 1978, Норт-Ванкувер, Британская Колумбия) — канадская сноубордистка, чемпионка Олимпийских игр 2010 года в Ванкувере (в соревнованиях по сноубордкроссу), выступающая в дисциплинах сноубордкросс и хафпайп.
Также Маэль Рикер заняла третье место в сноубордкроссе на Чемпионате мира-2005 в Уистлере. Она дебютировала в Кубке мира FIS 14 декабря 1996, одержала 14 побед на этапах Кубка мира — 12 в сноубордкроссе и 2 в хафпайпе, выиграла Кубок мира сезона 2007—2008 в хафпайпе.